# Guds Ande kom från himlen ner
Guds Ande kom från himlen ner eller När pingstens dag begynte gry alt. När pingstens dag bröt fram är en pingstpsalm med text från 1845 av Nikolaj Frederik Severin Grundtvig och musik av Johan Alfred Ahlström. Som alternativ melodi anges 158 b.Textbearbetningen i 1986 års ekumeniska psalmbok är gjord 1984 av Jan Arvid Hellström.

## Publicerad i
- Svensk söndagsskolsångbok 1929 som nr 80 under rubriken "IX Den helige Ande och hans verk" (med inledningsraden "När pingstens dag begynte gry" och 5 verser)
- Frälsningsarméns sångbok 1929 som nr 532 under rubriken "Högtider och särskilda tillfällen - Pingst" (med inledningsraden "När pingstens dag begynte gry" och 5 verser)
- Musik till Frälsningsarméns sångbok 1930 som nr 532 (med inledningsraden "När pingstens dag begynte gry" och 5 verser)
- Frälsningsarméns sångbok 1968 som nr 631 under rubriken "Högtider - Pingst" (med inledningsraden "När pingstens dag begynte gry" och 5 verser)
- Levande sång som nr 644 under rubriken "Årets tider - Pingst" (med inledningsraden "När pingstens dag bröt fram" och 3 verser)
- 1986 års ekumeniska psalmbok som nr 160 under rubriken "Pingst" (med inledningsraden "Guds Ande kom från himlen ner" och 10 verser)